# Lucarien
Die Lucarien waren ein Fest der altrömischen Religion und wurden am 19. und 21. Juli gefeiert. Das Fest hatte aber später keine große Bedeutung mehr.
Das Lucaria-Fest wurde, laut Festus, in einem großen Hain (lucus) zwischen der Via Salaria und dem Tiber gefeiert.
Einen Grund nennt er auch: Als die Römer vor den Galliern geflohen waren, hatten sie sich in diesem Hain versteckt.
Daraus wird geschlossen, dass dieses Fest auf das ärmere Rom zurückzuführen ist.
An den Lucarien wurden Waldstücke nutzbar gemacht und dafür eine Sau geopfert, zu dieser Opferung überlieferte Cato (De agri cultura 139) ein Gebet: Ob du eine männliche oder weibliche Gottheit bist, der dieser Hain geweiht ist, es ist dein Recht, für das Lichten dieses heiligen Haines das Opfer eines Schweines zu empfangen; möge das Opfer für dieses Vorhaben, ganz gleich, ob ich oder jemand anderes auf meine Veranlassung es ausführt, wohlgetan sein. Darum, indem ich dir dieses Schwein opfere, bitte ich dich untertänig, mir, meinem Hause und Haushalt und meinem Kindern huldreich und gnädig gesinnt zu sein.